# Bejt Ja'akov (Tel Aviv)
Bejt Ja'akov (hebrejsky: בית יעקב, doslova Ja'akovův dům) je čtvrť ve východní části Tel Avivu v Izraeli. Je součástí správního obvodu Rova 9 a samosprávné jednotky Rova Darom Mizrach.

## Geografie
Leží na východním okraji Tel Avivu, cca 4 kilometry od pobřeží Středozemního moře, v nadmořské výšce okolo 20 metrů. Na severu s ní sousedí čtvrť Neve Cahal, na jihu ha-Argazim, na východě Neve Kfir a na západě Šchunat ha-Tikva, za jejíž podčást bývá Bejt Ja'akov považován. Dál k západu pak vede takzvaná Ajalonská dálnice (dálnice číslo 20 a dálnice číslo 1), která probíhá společně s železniční tratí a tokem Nachal Ajalon.

## Popis čtvrti
Plocha čtvrti je vymezena na severu ulicí Kirjati, na jihu Derech Lechi a na východě třídou Derech Moše Dajan. Zástavba má charakter husté blokové městské výstavby. Čtvrť je řazena jako součást lidnaté čtvrti Šchunat ha-Tikva. 